# Улица Валерия Сараны
Улица Валерия Сараны (до 2023 года — переулок Лермонтова) (укр. Вулиця Валерія Сарани) — улица в Деснянском районе города Чернигова. Пролегает от улицы Олега Михнюка до улицы Оборонцев Чернигова (Александра Молодчего).
Нет примыкающих улиц.

## История
Переулок Лермонтова назван исходя из переименования в 1941 году Стриженской улицы на улицу Лермонтова — в честь русского поэта Михаила Юрьевича Лермонтова.
С целью проведения политики очищения городского пространства от топонимов, которые возвеличивают, увековечивают, пропагандируют или символизируют Российскую Федерацию и Республику Беларусь, 21 февраля 2023 года переулок был преобразован в улицу под современным названием — в честь борца за Независимость Украины Валерия Юрьевича Сараны, согласно Решению Черниговского городского совета № 29/VIII-7 «Про переименование улиц в городе Чернигове» («Про перейменування вулиць у місті Чернігові»).

## Застройка
Улица пролегает на Застриженье: от реки Стрижень — в северо-восточном направлении параллельно улицам Гетмана Полуботка и Батуринская (Лермонтова). Начало улицы расположено в пойме реки Стрижень. 
Парная и непарная стороны улицы заняты усадебной застройкой, парная сторона частично не застроена. 
Учреждения: нет
Есть ряд значимых и рядовых исторических зданий, что не являются памятниками архитектуры или истории: усадебные дома №№ 1/25 (не сохранился), 3, 4, 6, 9, 11, 17.